# ریکاردو بلانکو
ریکاردو بلانکو (به انگلیسی: Ricardo Darío Blanco) بازیکن فوتبال اهل آرژانتین است که در پست هافبک هجومی برای باشگاه فوتبال آنتوفاگاستا در لیگ برتر فوتبال شیلی بازی می‌کند.
از جمله تیم‌هایی که بلانکو در آن‌ها بازی کرده‌است می‌توان به باشگاه ورزشی القادسیه کویت اشاره کرد.